# Guido Mazzoni (letterato)
Guido Mazzoni (Firenze, 12 giugno 1859 – Firenze, 29 maggio 1943) è stato un italianista, patriota e politico italiano.

## Biografia
Nacque a Firenze, dal notaio Arcangelo e da Caterina Mori, vedova Bongini.
Frequentò l'antico ginnasio di S. Sebastiano di Livorno, di fondazione barnabitica, dove ebbe come docente Giuseppe Chiarini, che aveva sposato una sorellastra di Mazzoni. Grazie all'amicizia tra Chiarini e Giosuè Carducci, Mazzoni poté conoscere il poeta nell'estate del 1874 e vi rimase sempre legato.
Continuò gli studi all'Università di Pisa, dove si laureò con Alessandro D'Ancona nel 1880, perfezionandosi a Bologna, alla scuola del Carducci.
Insegnò dapprima nel Ginnasio superiore di Roma, iniziando a scrivere sulla “Domenica Letteraria”, per poi passare a Brescia, e ancora a Roma, distaccato presso il segretario generale del Ministero della Pubblica Istruzione.
Nel 1887 Mazzoni, ventottenne, vinse il concorso per una cattedra di letteratura italiana all'Università di Padova, non senza polemiche. Accese polemiche che «il giovane professore fiorentino troncò rapidamente, conquistando di slancio colleghi e scolari» (così Folena). Nel 1892 pubblicò la prima edizione del fortunato Avviamento allo studio critico delle lettere italiane (Verona-Padova, Drucker), la cui terza edizione, emendata e accresciuta dal 1907 con appendici di Pio Rajna (Testi critici), di Giuseppe Vandelli (Il testo dei Reali di Francia, L'Edizione critica della Divina Commedia) e in seguito del Mazzoni stesso, fu edita a Firenze da Sansoni nel 1923.
Nel 1894 passò al R. Istituto di Studi Superiori pratici e di perfezionamento in Firenze, ricoprendo la cattedra rimasta vacante per la prematura morte di Adolfo Bartoli. Il 3 novembre di quell'anno tenne il discorso inaugurale nell'Aula Magna intitolato Della storia letteraria: «Armati del metodo storico, e col proprio gusto [...] moveremo sicuri, non cavalieri erranti, sì civili esploratori, tra le boscaglie e le rovine del tempo, in cerca della verità». Pagine poi rimeditate, sul piano del metodo, un trentennio dopo (Schiarimenti al precedente discorso) discutendo le critiche mosse da Benedetto Croce al vallardiano Ottocento: «Concepisco questa, la storia letteraria, come un'esposizione precisa e documentata delle relazioni corse tra le singole opere di una data arte in una data età, e tra esse opere e l'età medesima [...]; relazioni tra le opere d'arte e le condizioni, le idee, i gusti, della società in cui nacquero: dentro la quale sistematica esposizione devono essere intese e valutate esteticamente quelle singole opere che per la loro bellezza o per la loro fortuna risultino le massime o le più caratteristiche produzioni dell'arte in quell'età».
Della didattica di Mazzoni negli anni fiorentini ha trasmesso un ricordo vivo un suo allievo, Luigi Maria Personè: «Non faceva una lezione ordinaria. Teneva una conferenza di un brillantio inusitato per un professore universitario. Su Michelangiolo, sul Leopardi, sul Foscolo. Parlava con la gradevolezza e la scioltezza di un Innocenzo Cappa, oratore strepitoso. Guido Mazzoni, più elegante, quasi profumato».
Nel 1897 divenne segretario dell'Accademia della Crusca, di cui fu presidente dal 1930 al 1942.
Dal 1910 fu senatore.
Se nel 1907 venivano pubblicate con prefazione e puntuali note di Mazzoni le goldoniane memorie riprodotte integralmente dalla edizione originale francese (Firenze, G. Barbèra, 2 voll.), nel 1911-1913 vedevano luce per Vallardi i due ponderosi volumi dedicati al già ricordato L'Ottocento, frutto metodologico rigoroso della cosiddetta scuola storica: volumi ridisegnati dall'autore per l'ediz. 1934 e ristampati, rivisti e aggiornati, anche dopo la morte dello studioso. Si veda da ultimo la nona ristampa della seconda edizione curata nel 1973 da Aldo Vallone.
Durante la prima guerra mondiale, a cinquantasei anni, Mazzoni andò volontario al fronte, dopo che il figlio Carlo, ufficiale degli alpini e medaglia d'argento al valor militare, era stato fatto prigioniero dagli austriaci. Un olio su tavola di Alessandro Milesi ritrae Guido Mazzoni con la divisa da ufficiale degli alpini.
Dal 1920 Mazzoni fu socio corrispondente dell'Accademia dei Lincei di Roma e dal 1927 Socio nazionale della medesima accademia.
Dal 1931 al 1943 fu presidente della Società Dantesca Italiana. Curò inoltre assieme a Giuseppe Picciola la prestigiosa Antologia carducciana, compendio delle poesie e delle prose più significative dell'autore versiliese, con un esauriente commento e una precisa esegesi per ogni testo.
Autore di acuti saggi su Dante li raccolse nel volume Almae luces, malae cruces (Bologna, Zanichelli, 1941). Il 27 aprile 1899, in Firenze, proprio Guido Mazzoni aveva iniziato la Lectura Dantis in Orsanmichele.

## Memoria postuma
Nel 2007 è stato pubblicato il carteggio tra Benedetto Croce e Mazzoni.
L'archivio di Guido Mazzoni è conservato presso l'Archivio di Stato di Firenze. La sua ricca biblioteca (23.000 circa i volumi, circa 50.0000 gli opuscoli) è consultabile all'Università Duke (Durham, Carolina del Nord, Stati Uniti d'America).
Scrisse Vittorio Cian dopo la morte di Mazzoni: 
( Vittorio Cian, Guido Mazzoni, in Giornale Storico della Letteratura Italiana, 1944.)
Nel 2012 è stata fondata a Firenze l'Associazione Guido e Francesco Mazzoni per gli studi medievali e danteschi.

## Onorificenze
- Cavaliere dell'Ordine dei SS. Maurizio e Lazzaro 31 maggio 1890
- Ufficiale dell'Ordine dei SS. Maurizio e Lazzaro 21 gennaio 1904
- Commendatore dell'Ordine dei SS. Maurizio e Lazzaro 27 aprile 1913
- Grande ufficiale dell'Ordine dei SS. Maurizio e Lazzaro 31 gennaio 1921
- Commendatore dell'Ordine della Corona d'Italia 21 dicembre 1905
- Grande ufficiale dell'Ordine della Corona d'Italia 27 giugno 1919
- Cavaliere dell'Ordine civile di Savoia
- Cavaliere onorario della Repubblica di San Marino

## Opere

### Raccolte di poesie
- Versi, Livorno, Vigo, 1880.
- Esperimenti metrici (con G. Chiarini), Bologna, Zanichelli, 1882.
- Poesie, Roma, A. Sommaruga, 1883.
- Voci della vita, Bologna, Zanichelli, 1893.
- Poesie di Guido Mazzoni. Visioni e disegni, voci della vita - ricordi e voti, initiamenta sapientiae , Bologna, Zanichelli, 1913.

### Studi e manuali
- In biblioteca. Appunti, Roma, A. Sommaruga, 1883.
- Avviamento allo studio critico delle lettere italiane, Verona - Padova, Drucker, 1892.
- Il teatro della Rivoluzione, Bologna, N. Zanichelli, 1894.
- Manuale della letteratura greca compilato dai professori Girolamo Vitelli e Guido Mazzoni, Firenze, G. Barbèra, 1896.
- Manuale della letteratura latina compilato dai professori Girolamo Vitelli e Guido Mazzoni, III ediz., Firenze, G. Barbèra, 1901.
- Glorie e memorie dell'arte e della civiltà d'Italia, Firenze, Alfani e Venturi, 1905.
- L'Ottocento, 2 voll., Milano, Vallardi, 1911-13.
- Letterature straniere, Manuale comparativo corredato di esempi, compilato dai Professori Guido Mazzoni e Paolo Emilio Pavolini, V edizione, Firenze, 1920, Editore G, Barbera;
- Avviamento allo studio critico delle lettere italiane, terza edizione emendata e accresciuta, con appendici di Pio Rajna, Giuseppe Vandelli e Guido Mazzoni, Firenze, Sansoni, 1923.
- Abati, soldati, autori, attori del Settecento, Bologna, N. Zanichelli, 1924.
- L'Ottocento, 2 voll., Milano, Vallardi, 1934 (nuova ediz.).
- Almae luces, malae cruces, Bologna, Zanichelli, 1941.
- Editori antichi, moderni e odierni (1936), in "Italiani, io vi esorto a comprar libri!". Due scritti di Giovanni Papini e Guido Mazzoni, prefazione di Edoardo Barbieri, a cura di Vittoria Polacci, Milano, C.R.E.L.E.B. - Università Cattolica di Milano-Edizioni Cusl, 2012, pp. 25–52 ("Minima Bibliographica, 13) ISBN 978-88-8132-6631 (pubblicato per la prima volta su "La Bibliofilia", 1936, XXXVIII; è il discorso che Guido Mazzoni tenne, il primo marzo di quell'anno, in casa di Leo Samuel Olschki, per il cinquantenario della nascita della Libreria antiquaria editrice).

### Traduzioni
- Meleagro di Gadara, Epigrammi, Sansoni, 1880.
- Publilio Siro, 84 sentenze, Vigo, 1883.
- Eugène Müntz, Precursori e propugnatori del Rinascimento, Sansoni, 1902.
- Apuleio, Florida, XVI, Tipografia Galileiana, 1904.
- Johann Wolfgang von Goethe, Amore pittor di paesaggi, Tipografia Galileiana, 1913.
- Plutarco, Le vite di Solone e di Poplicola, Giusti, 1924. (Con E. Neri)
- Marco Tullio Cicerone, Catone il Vecchio, ossia Della vecchiezza, Società anonima Notari, 1928.
- Oliver Goldsmith, Il vicario di Wakefield, Mondadori, 1933.
- Émile Zola, Il paradiso delle signore, Mondadori, 1936. (Con Ferdinando Martini)
- Gaio Valerio Catullo, Poesie, Zanichelli, 1939.